# Luis Díez-Alegría Gutiérrez
Luis Díez-Alegria Gutiérrez (Llanes, 1 d'octubre de 1909 - Algesires, 8 de setembre de 2001) va ser un militar espanyol. Era germà del també militar Manuel Díez-Alegría Gutiérrez i del sacerdot Jesuïta José María Díez-Alegría Gutiérrez.

## Biografia
Va néixer al barri de Buelna, pertanyent a la Parròquia de Pendueles, municipi de Llanes. Va estudiar el batxillerats al Reial Institut Jovellanos de Gijón.
Ingressa a l'Acadèmia d'Enginyers d'Hoyo de Manzanares el 1925, en la qual ascendeix a Tinent el 1930. El 1936 participa en la marxa que va fer el regiment de transmissions per unir-se a les tropes del general Franco, ascendint a Capità durant la guerra civil. El 1941 ascendeix a Comandant per mèrits de guerra, i és destinat al Servei de Ferrocarrils i després al Servei de Fortificacions de la Zona Sud. S'allista com a voluntari a la Divisió Blava, on serveix durant 20 mesos.
Al seu retorn a Espanya, va tenir diverses destinacions, sent, entre d'altres, professor de l'Escola d'Aplicació d'Enginyers, i cap del Servei de Ferrocarrils. El 1955 és ascendit a Coronel, i el 1961 a General de Brigada. Va ser nomenat cap d'enginyers de la VI Regió Militar a Burgos, on va ascendir a General de Divisió, passant a ser Governador militar d'Astúries. Després, en ascendir a tinent general, sent el més jove d'Espanya a aconseguir aquest grau, se'l va nomenar Capità General de la VII Regió Militar. Entre març de 1969 i gener de 1972 ocupa el càrrec de Director General de la Guàrdia Civil. A continuació és nomenat Cap de la Casa Militar del llavors Cap de l'Estat, Francisco Franco, fins a 1975.
A l'octubre de 1976 substitueix en el Consell del Regne i en el Consell de Regència al General Ángel Salas Larrazábal. Fou senador per Designació Reial entre el 15 de juny de 1977 i el 2 de gener de 1979, any en el qual passa a la reserva. Fou vicepresident quart de la Comissió Especial d'Autonomies i va defensar la 'singularitat política' de Navarra, contrari a la seva integració en el País Basc. Es va abstenir en la votació de la Constitució Espanyola de 1978. No es va presentar a les eleccions generals espanyoles de 1979 i abandonà la política,